# Charles Wolf (Rennfahrer)
Charles Emilé Wolf (* 26. April 1909 in Embrun; † 24. September 1990 in Laragne-Montéglin) war ein französischer Autorennfahrer.

## Karriere als Rennfahrer
Charles Wolf startete 1932 beim 24-Stunden-Rennen von Le Mans. Er war Teamkollege von Henri de la Sayette und fuhr einen Citroën Type C4 Spéciale, dessen defekte Magnetzündung eine Zielankunft verhinderte.

## Statistik

### Le-Mans-Ergebnisse
| Jahr | Team                | Fahrzeug                 | Teamkollege         | Platzierung | Ausfallgrund  |
| ---- | ------------------- | ------------------------ | ------------------- | ----------- | ------------- |
| 1932 | Henri de la Sayette | Citroën Type C4 Spéciale | Henri de la Sayette | Ausfall     | Magnetzündung |